# Fraser (Colorado)
Fraser es un pueblo ubicado en el condado de Grand en el estado estadounidense de Colorado. En el año 2020 tiene una población de 1,400 habitantes y una densidad poblacional de 255 personas por km².

## Geografía
Fraser se encuentra ubicada en las coordenadas 39°56′39″N 105°48′48″O / 39.94417, -105.81333.

## Clima
Fraser, situado a 2615 m s. n. m., tiene un clima continental subártico de tipo Dfc de acuerdo a las condiciones del criterio de Köppen modificado.
| Parámetros climáticos promedio de Fraser en el periodo 1981-2010 | Parámetros climáticos promedio de Fraser en el periodo 1981-2010 | Parámetros climáticos promedio de Fraser en el periodo 1981-2010 | Parámetros climáticos promedio de Fraser en el periodo 1981-2010 | Parámetros climáticos promedio de Fraser en el periodo 1981-2010 | Parámetros climáticos promedio de Fraser en el periodo 1981-2010 | Parámetros climáticos promedio de Fraser en el periodo 1981-2010 | Parámetros climáticos promedio de Fraser en el periodo 1981-2010 | Parámetros climáticos promedio de Fraser en el periodo 1981-2010 | Parámetros climáticos promedio de Fraser en el periodo 1981-2010 | Parámetros climáticos promedio de Fraser en el periodo 1981-2010 | Parámetros climáticos promedio de Fraser en el periodo 1981-2010 | Parámetros climáticos promedio de Fraser en el periodo 1981-2010 | Parámetros climáticos promedio de Fraser en el periodo 1981-2010 |
| Mes                                                              | Ene.                                                             | Feb.                                                             | Mar.                                                             | Abr.                                                             | May.                                                             | Jun.                                                             | Jul.                                                             | Ago.                                                             | Sep.                                                             | Oct.                                                             | Nov.                                                             | Dic.                                                             | Anual                                                            |
| ---------------------------------------------------------------- | ---------------------------------------------------------------- | ---------------------------------------------------------------- | ---------------------------------------------------------------- | ---------------------------------------------------------------- | ---------------------------------------------------------------- | ---------------------------------------------------------------- | ---------------------------------------------------------------- | ---------------------------------------------------------------- | ---------------------------------------------------------------- | ---------------------------------------------------------------- | ---------------------------------------------------------------- | ---------------------------------------------------------------- | ---------------------------------------------------------------- |
| Temp. máx. media (°C)                                            | -0.8                                                             | 1.3                                                              | 5.2                                                              | 10.2                                                             | 16.3                                                             | 21.8                                                             | 24.7                                                             | 23.9                                                             | 19.4                                                             | 12.8                                                             | 4.2                                                              | -1.2                                                             | 11.5                                                             |
| Temp. media (°C)                                                 | -9.8                                                             | -8.1                                                             | -3.5                                                             | 1.3                                                              | 6.6                                                              | 10.8                                                             | 13.6                                                             | 12.7                                                             | 8.7                                                              | 3.2                                                              | -4.3                                                             | -9.7                                                             | 1.8                                                              |
| Temp. mín. media (°C)                                            | -18.8                                                            | -17.6                                                            | -12.2                                                            | -7.5                                                             | -3.1                                                             | -0.3                                                             | 2.6                                                              | 2.1                                                              | -1.9                                                             | -6.3                                                             | -12.8                                                            | -18.2                                                            | -7.8                                                             |
| Precipitación total (mm)                                         | 38.6                                                             | 36.8                                                             | 47.0                                                             | 48.3                                                             | 39.1                                                             | 34.3                                                             | 44.2                                                             | 46.7                                                             | 40.9                                                             | 34.0                                                             | 36.3                                                             | 43.7                                                             | 490.0                                                            |
| Fuente: NCDC 1981-2010 Normals                                   |                                                                  |                                                                  |                                                                  |                                                                  |                                                                  |                                                                  |                                                                  |                                                                  |                                                                  |                                                                  |                                                                  |                                                                  |                                                                  |

## Demografía
Según la Oficina del Censo en 2000 los ingresos medios por hogar en la localidad eran de $38,173, y los ingresos medios por familia eran $39,643. Los hombres tenían unos ingresos medios de $29,583 frente a los $26,346 para las mujeres. La renta per cápita para la localidad era de $20,628. Alrededor del 8,8% de la población estaba por debajo del umbral de pobreza.